# San Francisco Conhó
San Francisco Conhó är en ort i Mexiko.   Den ligger i kommunen El Bosque och delstaten Chiapas, i den sydöstra delen av landet, 700 km öster om huvudstaden Mexico City. San Francisco Conhó ligger 410 meter över havet och antalet invånare är 171.
Terrängen runt San Francisco Conhó är kuperad åt nordost, men åt sydväst är den bergig. San Francisco Conhó ligger nere i en dal. Runt San Francisco Conhó är det ganska glesbefolkat, med 45 invånare per kvadratkilometer. Närmaste större samhälle är Simojovel de Allende, 6,8 km nordväst om San Francisco Conhó. I omgivningarna runt San Francisco Conhó växer huvudsakligen savannskog.